# Fossé (Ardennes)
Pour les articles homonymes, voir Fossé.
Fossé est une commune française située dans le département des Ardennes, en région Grand Est.

## Géographie

### Localisation
Le village de Fossé est situé à l'est du département des Ardennes, à proximité du département de la Meuse.
Il est perché sur une colline à l'écart de l'axe de circulation Stenay-Vouziers (D947).
Le bas du village se situe à 275 m d'altitude, tandis que le haut se situe à 290 m.
Le territoire de la commune est entouré de cinq autres communes.
|                 | Vaux-en-Dieulet | Belval-Bois-des-Dames |
| Bar-lès-Buzancy | Fossé           | Nouart                |
| Buzancy         |                 |                       |

### Hydrographie
La commune est traversée par la ligne de partage des eaux entre  les bassins hydrographiques Rhin-Meuse et Seine-Normandie. Elle est drainée par le cours d'eau 01 du Fond Fauve, le ruisseau le Champy, le Fossé 03 de la commune de Fossé et le Fossé 03 de la commune de Buzancy,.
Certains ruisseaux, à l'ouest de la commune, sont des sous-affluents de l'Aire, dans le bassin de la Seine, comme le cours d'eau du Fond Fauve, de 5,12 km de long, qui se jette dans la Hideuse à Bar-lès-Buzancy.
À l'est de la commune, le Champy, de 5,16 km de long, est un sous-affluent de la Meuse, via la Wiseppe, qu'il rejoint sur la commune de Nouart.

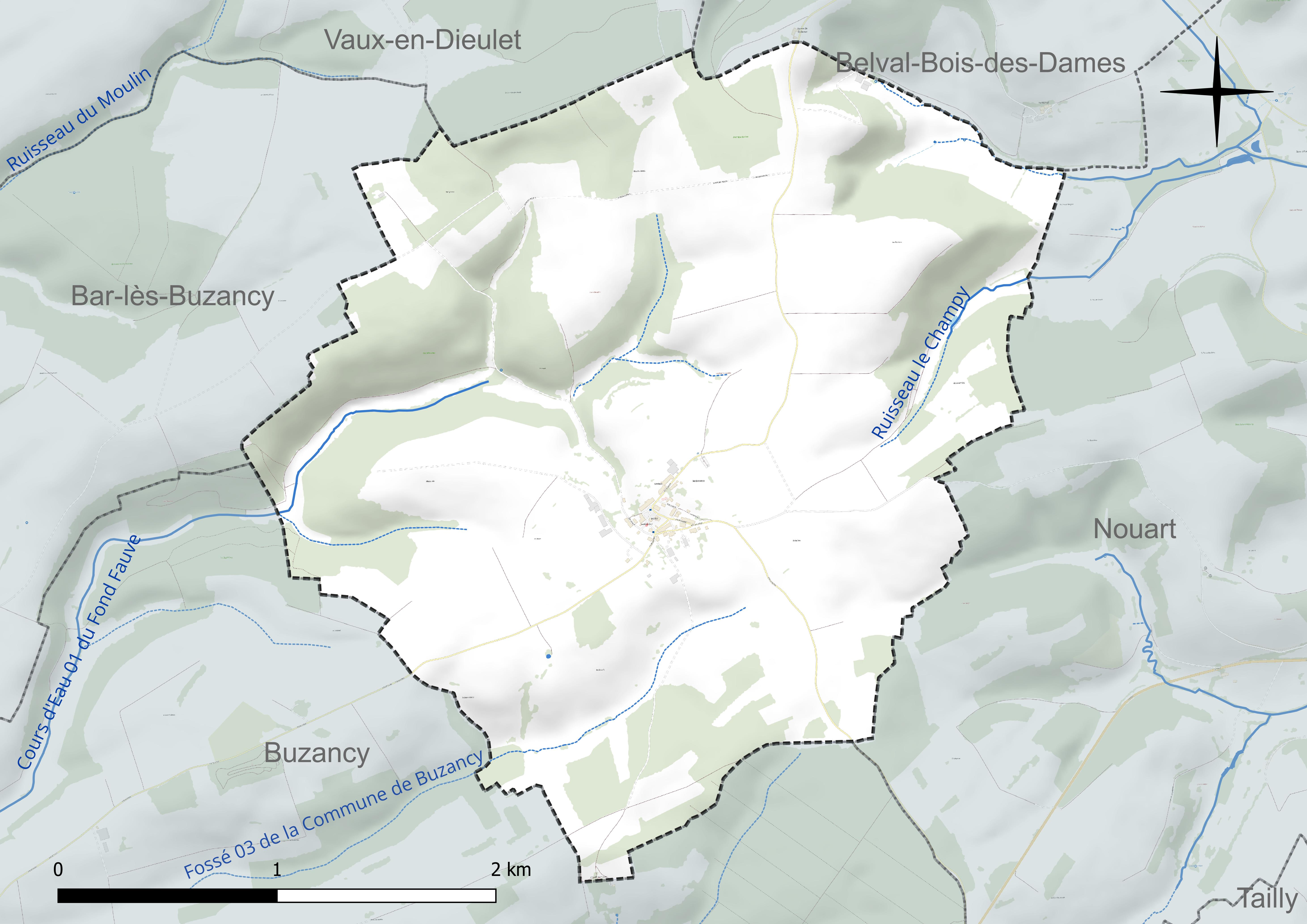
Réseau hydrographique de Fossé.

### Climat
Pour des articles plus généraux, voir Climat du Grand Est et Climat des Ardennes.
En 2010, le climat de la commune est de type climat de montagne, selon une étude du Centre national de la recherche scientifique s'appuyant sur une série de données couvrant la période 1971-2000. En 2020, Météo-France publie une typologie des climats de la France métropolitaine dans laquelle la commune est exposée à un climat océanique altéré et est dans la région climatique Lorraine, plateau de Langres, Morvan, caractérisée par un hiver rude (1,5 °C), des vents modérés et des brouillards fréquents en automne et hiver.
Pour la période 1971-2000, la température annuelle moyenne est de 9,4 °C, avec une amplitude thermique annuelle de 15,7 °C. Le cumul annuel moyen de précipitations est de 1 072 mm, avec 13,5 jours de précipitations en janvier et 9,7 jours en juillet. Pour la période 1991-2020, la température moyenne annuelle observée sur la station météorologique de Météo-France la plus proche, « Buzancy_sapc », sur la commune de Buzancy à 4 km à vol d'oiseau, est de 10,9 °C et le cumul annuel moyen de précipitations est de 862,0 mm. 
La température maximale relevée sur cette station est de 40,7 °C, atteinte le 25 juillet 2019 ; la température minimale est de −15,8 °C, atteinte le 20 décembre 2009,,.
Les paramètres climatiques de la commune ont été estimés pour le milieu du siècle (2041-2070) selon différents scénarios d'émission de gaz à effet de serre à partir des nouvelles projections climatiques de référence DRIAS-2020. Ils sont consultables sur un site dédié publié par Météo-France en novembre 2022.

## Urbanisme

### Typologie
Au 1er janvier 2024, Fossé est catégorisée commune rurale à habitat très dispersé, selon la nouvelle grille communale de densité à 7 niveaux définie par l'Insee en 2022.
Elle est située hors unité urbaine et hors attraction des villes,.

### Occupation des sols
Le territoire de la commune est occupé à 43,9% par des terres arables, à 35,7% par de la forêt et à 20,7% par de la prairie. La superficie des zones urbanisées est négligeable.

## Toponymie
Le nom connut de nombreuses évolutions dans le temps : Faussé, Fossez, Fossés.
De l'oïl fossé, le nom de Fossé vient du mot latin fossetum, qui indique un travail défensif antique ou un fossé bordant une demeure seigneuriale (les douves) ou bien également un fossé hydraulique, un « fossé servant de dépotoir », un « grand fossé d'assainissement », un « vallon encaissé », ou un canal.
Un fossé, a longtemps désigné à la fois le creux et le remblai qui le longe; la circonvallation, à l'abri de laquelle se protégeait l'habitat, associe fossé et remblai.

## Histoire
Le 30 août 1914 eut lieu le « combat de Fossé ». Le 31e régiment d'infanterie, chargé d'attaquer le village exécute son mouvement au milieu d'un feu violent de mousqueterie, de mitrailleuses et d'artillerie. Au soir, le régiment couche sur ses positions. Le 31 août au matin, le combat reprend. Malgré une violente canonnade, les positions sont maintenues jusqu'à la nuit. Dans la nuit, le régiment se replie sur Apremont.

## Politique et administration
| Période                                  | Période                   | Identité                                        | Étiquette | Qualité            |
| ---------------------------------------- | ------------------------- | ----------------------------------------------- | --------- | ------------------ |
| mars 2001                                | mars 2008                 | Denis Prevot                                    |           |                    |
| mars 2008                                | En cours (au 26 mai 2020) | Christian Hulot, Réélu pour le mandat 2020-2026 |           | Ancien agriculteur |
| Les données manquantes sont à compléter. |                           |                                                 |           |                    |

## Démographie
L'évolution du nombre d'habitants est connue à travers les recensements de la population effectués dans la commune depuis 1793. Pour les communes de moins de 10 000 habitants, une enquête de recensement portant sur toute la population est réalisée tous les cinq ans, les populations de référence des années intermédiaires étant quant à elles estimées par interpolation ou extrapolation. Pour la commune, le premier recensement exhaustif entrant dans le cadre du nouveau dispositif a été réalisé en 2006.

En 2022, la commune comptait 61 habitants, en évolution de +15,09 % par rapport à 2016 (Ardennes : −2,97 %, France hors Mayotte : +2,11 %).
| 1793 | 1800 | 1806 | 1821 | 1831 | 1836 | 1841 | 1846 | 1851 |
| ---- | ---- | ---- | ---- | ---- | ---- | ---- | ---- | ---- |
| 222  | 235  | 266  | 276  | 305  | 316  | 281  | 279  | 294  |

| 1866 | 1872 | 1876 | 1881 | 1886 | 1891 | 1896 | 1901 | 1906 |
| ---- | ---- | ---- | ---- | ---- | ---- | ---- | ---- | ---- |
| 263  | 243  | 240  | 222  | 201  | 195  | 174  | 180  | 182  |

| 1911 | 1921 | 1926 | 1931 | 1936 | 1946 | 1954 | 1962 | 1968 |
| ---- | ---- | ---- | ---- | ---- | ---- | ---- | ---- | ---- |
| 166  | 141  | 138  | 142  | 126  | 132  | 123  | 129  | 109  |

| 1975 | 1982 | 1990 | 1999 | 2006 | 2011 | 2016 | 2021 | 2022 |
| ---- | ---- | ---- | ---- | ---- | ---- | ---- | ---- | ---- |
| 82   | 86   | 83   | 76   | 56   | 55   | 53   | 58   | 61   |

## Lieux et monuments

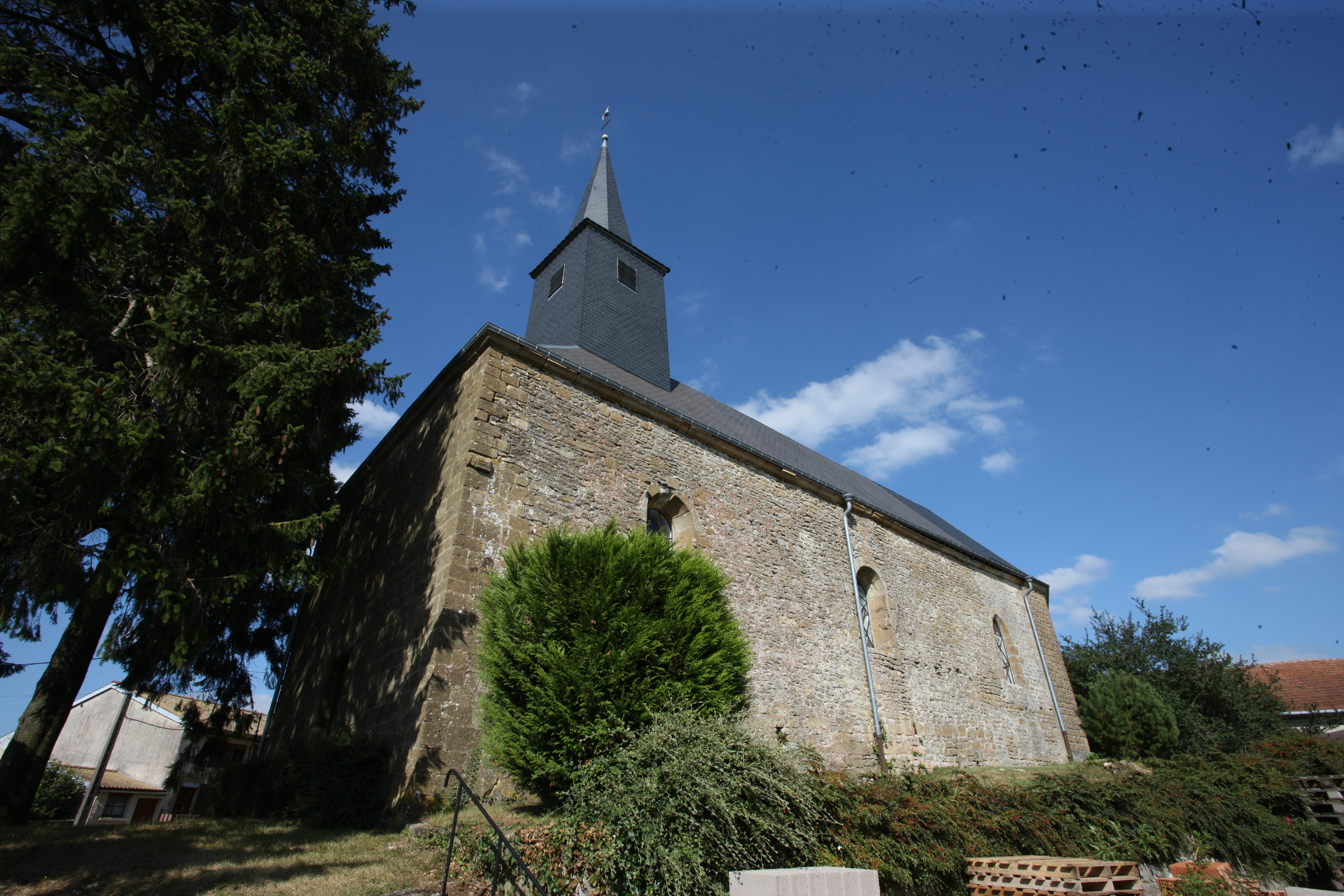
Église Saint-Nicolas de Fossé.

- Église Saint-Nicolas de Fossé : église restaurée en 1955, par les artistes Pierre Székely, Vera Székely, André Borderie, Agnès Varda et Robert Morel[21] à la demande de la Coopérative de reconstruction des églises dévastées de France. Cet art sacré très contemporain fait scandale à l'époque. L'édifice est inscrit au titre des monuments historiques en 2011[22].

- Chapelle Notre-Dame-de-Masmes[23], isolée dans une clairière au sud du territoire de la commune. Elle était le lieu d'un pèlerinage le 15 août. Elle a sans doute été construite au XIIIe siècle et rénovée en 1765.